# 奥彭赫伊曾
奥彭赫伊曾是位于荷兰弗里斯兰省西南菲士蘭的一个村庄。 在2011年以前，该村庄是温布里策拉代尔的一部分。截至2017年1月，當地人口约为1,065人。 